# Lijst van gouverneurs en commissarissen van de Koning in Limburg
Dit is een lijst van gouverneurs en commissarissen van de Koning in de Nederlandse provincie Limburg. Eerstgenoemde titel werd in 1850 vervangen door de tweede. In Limburg zelf wordt de commissaris van de Koning gewoonlijk informeel aangeduid als gouverneur.
| Termijn                         | Naam                                                                                | Politieke kleur                                                                     | Bijzonderheden                                                                      |
| ------------------------------- | ----------------------------------------------------------------------------------- | ----------------------------------------------------------------------------------- | ----------------------------------------------------------------------------------- |
| 1815 t/m 1830                   | Zie de lijst van gouverneurs van Limburg in het Verenigd Koninkrijk der Nederlanden | Zie de lijst van gouverneurs van Limburg in het Verenigd Koninkrijk der Nederlanden | Zie de lijst van gouverneurs van Limburg in het Verenigd Koninkrijk der Nederlanden |
| 1831                            | Pierre André Servais Kerèns                                                         | orangist                                                                            | waarnemer                                                                           |
| 1831-1839                       | Johan Eberhard Paul Ernst Gericke van Herwijnen                                     |                                                                                     | buitengewoon commissaris                                                            |
| 1839-1841                       | Johan Eberhard Paul Ernst Gericke van Herwijnen en Anton Joseph Lambert Borret      | rooms-katholiek (conservatief)                                                      | commissarissen voor de wederinbezitneming                                           |
| 1841-1845                       | Johan Eberhard Paul Ernst Gericke van Herwijnen                                     |                                                                                     |                                                                                     |
| 1845-1846                       | Pieter Daniël Eugenius Macpherson                                                   |                                                                                     |                                                                                     |
| 1846-1856                       | Eduardus Johannes Petrus van Meeuwen                                                | Liberaal                                                                            |                                                                                     |
| 1856-1874                       | Joseph van der Does de Willebois                                                    | Gematigd liberaal                                                                   |                                                                                     |
| 1874-1893                       | Eduard Joseph Corneille Marie de Kuijper                                            | rooms-katholiek (ultramontaan)                                                      |                                                                                     |
| 1893-1918                       | Gustave Louis Marie Hubert Ruijs de Beerenbrouck                                    | rooms-katholiek (conservatief)                                                      |                                                                                     |
| 1918                            | Charles Ruijs de Beerenbrouck                                                       | RKSP                                                                                |                                                                                     |
| 1918-1936                       | Eduard Otto Joseph Maria van Hövell tot Westerflier                                 | RKSP                                                                                |                                                                                     |
| 1936-1941                       | Willem van Sonsbeeck                                                                | RKSP                                                                                |                                                                                     |
| 1941-1944                       | Max de Marchant et d'Ansembourg                                                     | NSB                                                                                 |                                                                                     |
| 1944-1947                       | Willem van Sonsbeeck                                                                | RKSP, KVP                                                                           |                                                                                     |
| 1947-1964                       | Frans Houben                                                                        | KVP                                                                                 |                                                                                     |
| 1964-1977                       | Charles van Rooy                                                                    | KVP                                                                                 |                                                                                     |
| 1977-1990                       | Sjeng Kremers                                                                       | KVP, CDA                                                                            |                                                                                     |
| 1990-1993                       | Emile Mastenbroek                                                                   | CDA                                                                                 |                                                                                     |
| 1993-2005                       | Berend-Jan van Voorst tot Voorst                                                    | CDA                                                                                 |                                                                                     |
| 2005-2011                       | Léon Frissen                                                                        | CDA                                                                                 |                                                                                     |
| 1 oktober 2011- 18 april 2021   | Theo Bovens                                                                         | CDA                                                                                 |                                                                                     |
| 19 april 2021- 30 november 2021 | Johan Remkes                                                                        | VVD                                                                                 | waarnemend                                                                          |
| 1 december 2021- heden          | Emile Roemer                                                                        | SP                                                                                  |                                                                                     |

Drenthe · Flevoland · Friesland · Gelderland · Groningen · Limburg · Noord-Brabant · Noord-Holland · Overijssel · Utrecht · Zeeland · Zuid-Holland